# Эльконина, Наталья Маратовна
Наталья Маратовна Эльконина (род. 1960) — российская живописец, график и книжный иллюстратор.
Является представителем художественной династии Элькониных. Дочь художницы Марии (Марианны) Викторовны Элькониной (1935—2018), внучка художников Виктора Борисовича и Надежды Михайловны Элькониных.
Окончила Московский полиграфический институт в 1982 году. Работы художницы находятся в собрании Третьяковской галереи и Эрмитажа.

## Выставки
- 2022 — «Модель многомерного времени» — Новая Третьяковка[2][4]

## Критика
Критик Виталий Пацюков отмечал, что «пластические формы Натальи Элькониной овладевают нами, втягивают нас в свои тоннели, в пространства зазеркалья, в изнанку реальности, где, собственно, и начинается искусство. … Наталья Эльконина обретает способность в своих личных свидетельствах открывать универсальность „золотых сечений“ и „гармонию сфер“ в каждой точке своих образных переживаний».
По мнению Татьяны Карповой, художницей «пройден большой путь, совершенно лицо художника изменилось, что тоже вызывает интерес и большое уважение. Художник не повторяет себя, а он живет, дышит, работает, ощущая эти токи изменяющейся все время реальности».